# Leptataspis palawana
Leptataspis palawana is een halfvleugelig insect uit de familie schuimcicaden (Cercopidae). De wetenschappelijke naam van deze soort is voor het eerst geldig gepubliceerd in 1911 door Schmidt.